# Józefowo (powiat sierpecki)
Józefowo – wieś w Polsce położona w województwie mazowieckim, w powiecie sierpeckim, w gminie Szczutowo. Ma status sołectwa.
| SIMC    | Nazwa      | Rodzaj    |
| ------- | ---------- | --------- |
| 0578420 | Czartownia | część wsi |

## Historia

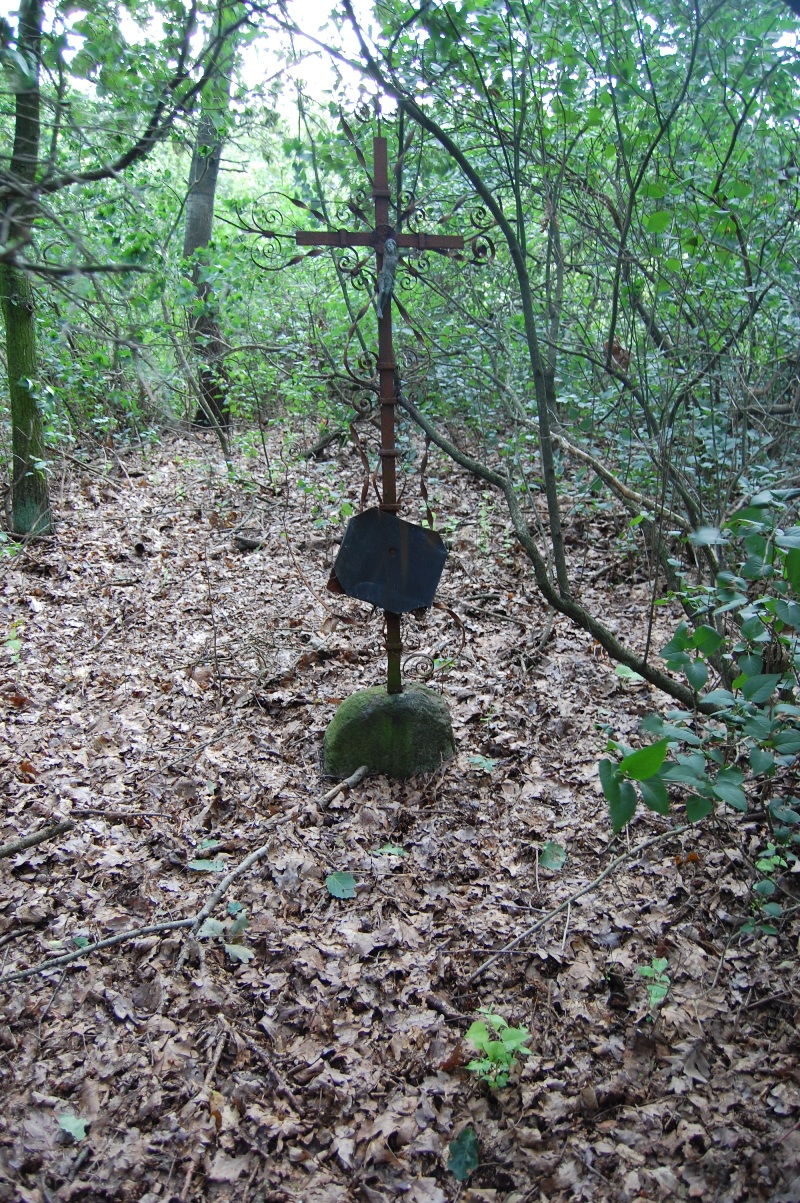
Pozostałość po cmentarzu ewangelickim (2009 r.)

Wieś założona już w XVII wieku. W wieku XIX istniała cegielnia, a oprócz pól uprawnych zakładane były tu ogrody i sady. Na przełomie XVIII i XIX wieku założono dobrze prosperujący folwark. Tereny wokół Józefowa bogate były w pokłady torfu.
Na południe od wsi istniała nieduża kolonia zwana Czartownia (niem. Teuflingen). Zamieszkiwali tu osadnicy niemieccy. Pobudowano dom modlitwy i założono cmentarz. Zniszczony po II wojnie światowej, uporządkowany został w 2011 roku.
W latach PRL-u, we wsi działało Państwowe Gospodarstwo Rolne zajmujące się głównie hodowlą bydła. Sprywatyzowane gospodarstwo nadal istnieje.
W latach 1975–1998 miejscowość należała administracyjnie do województwa płockiego.

## Renowacja cmentarza ewangelickiego
Po latach dewastacji cmentarza, w 2011 roku przywrócono na nim porządek. Inicjatywę podjęła Nieformalna Grupa Historyczna "Ultima Thule" z Sierpca, koordynowana przez Tomasza Kowalskiego. Cmentarz oczyszczono i uporządkowano, oraz ogrodzono drewnianym płotem. Przy wejściu zamontowano tablicę informacyjną i drewniany krzyż cmentarny. Renowacji poddano zachowane nagrobki (wśród nich dwa z tablicami inskrypcyjnymi, oraz zachowane żeliwne, ręcznie kute krzyże). W akcji ratowania cmentarza brała czynnie udział młodzież z Zespołu Szkół Ogólnokształcących w Gójsku.